# مصادق
المصدق هو وسيلة تُستخدم لتأكيد هوية المستخدم، أي لإجراء المصادقة الرقمية. يصادق شخص ما على نظام كمبيوتر أو تطبيق من خلال إثبات امتلاكه أو تحكمها لمصدق. في أبسط الحالات، المصادقة هي كلمة مرور شائعة.
باستخدام مصطلحات إرشادات الهوية الرقمية لـ NIST، يُطلق على الطرف المراد مصادقته اسم المدعي بينما يُطلق على الطرف الذي يتحقق من هوية المدعي اسم المدقق. عندما يُظهر المدعي بنجاح حيازته والتحكم في واحد أو أكثر من المصدقين إلى المحقق من خلال بروتوكول المصادقة المعمول به ، يكون المتحقق قادرًا على استنتاج هوية المدعي.